# Barva peněz
Barva peněz (v anglickém originále The Color of Money) je americké filmové sportovní drama režiséra Martina Scorseseho z roku 1986. Jedná se o pokračování filmu Hazaradní hráč z roku 1961. Stejně jako předchozí film je i Barva peněz natočena podle románu Waltera Tevise z roku 1984.
Ve filmu si Paul Newman zopakoval svou roli „Rychlého Eddieho“ Felsona, za kterou získal Oscara za nejlepší mužský herecký výkon. Ve filmu se také objeví Tom Cruise v roli kulečníkového podvodníka a Mary Elizabeth Mastrantonio jako přítelkyně Cruisovy postavy. Děj sleduje trojici, která obchází kulečníkové herny a dostává se na turnaj v devíti kulečnících v Atlantic City. Film se při svém uvedení do kin dočkal vesměs pozitivních kritických ohlasů, i když někteří kritici jej považovali za horší snímek než je Hazardní hráč. 

## Děj
Bývalý profesionální hráč kulečníku Rychlý Eddie Felson se stal úspěšným prodejcem alkoholu v Chicagu. Když však narazí na talentovaného mladíka Vincenta a jeho nezkušenou přítelkyni Carmen, vidí v nich potenciál pro kulečníkové podvody a nabídne jim spolupráci.
Eddie přesvědčí Vincenta, aby se s ním a Carmen vydal na šestitýdenní cestu po hernách, zakončenou turnajem v Atlantic City. Dává mu cenné tágo Balabushka a manipuluje jeho nejistotami ohledně Carmen, čímž ho přiměje nabídku přijmout. Na cestě se Eddie snaží naučit Vincenta umění podvádění, ale Vincent má problém hrát pod svými schopnostmi. Když Vincent předvádí své dovednosti a odrazuje bohaté protivníky, Eddie se naštve a odchází. Později se vrací a varuje Vincenta, že pokud chce vydělat peníze, musí ovládnout své ego.
Eddie a Carmen se snaží Vincenta krotit, ale ten i přes instrukce téměř neprohraje úmyslně zápas proti slavnému Grady Seasonsovi. Eddieho to inspiruje k návratu ke hře. Po počátečním úspěchu ho však pokoří zkušený podvodník Amos. Ponížený Eddie opouští Vincenta a Carmen a nechává jim peníze na cestu do Atlantic City.
Eddie se přihlásí do turnaje, kde překvapivě porazí Vincenta. Ten mu poté předá 8 000 dolarů – jeho podíl na výhrách – a přizná, že jejich zápas úmyslně prohrál. Eddie v semifinále odstoupí, vrátí peníze a vyzve Vincenta na soukromý zápas se slovy: „Jsem zpátky!“